# TV 2 Vejret
TV 2 Vejret er navnet på TV 2s vejrudsigter. 
Frem til 2013 blev vejrudsigterne produceret af STV Production.

## Historie
- Programmet havde premiere d. 11. juli 1994 på Sprogø. Da øen i dag er fredet, måtte TV 2 Vejret flytte til en mindre have i Odense, da byggeriet af Storebæltsforbindelsen var færdigt.
- Fra år 2000 indtil år 2010 sendte TV 2 Vejret fra "Vejrhuset" i Bellingebro syd for Odense.
- Den 10. maj 2010 var der premiere på "TV 2 Vejrcenter" og de flyttede til København.
- Den 25. april 2013 flyttede TV 2 Vejret tilbage til Fyn til Kvægtorvet i Odense, TV 2s hovedkvarter, samt NEWS på Teglholmen i København.
- Den 1.oktober 2023 flyttede TV 2 Vejret al produktion til NEWS i København.

## Nuværende værter
- Peter Tanev (1996-)
- Jens Ringgård Christiansen (2006-)
- Andreas Nyholm (2010-)
- Lone Seir (2000-2002, 2013-)
- Jacob Mouritzen (2022-)

## Tidligere værter
- Ellen Nybo (2013-2023)
- Sebastian Pelt (2019-2023)
- Sara Maria Franch-Mærkedahl (2013-?, 2020-)
- Per Fløng
- Mikael Jarnvig
- Lone Skjoldaa
- Charlotte Autzen
- Kathrine Elmer
- Marlene Sandvad
- Ditte Falkenberg
- Britt Dige Toft
- Rikke Tjørring
- Mikkel Hybel Fønsskov
- Annette van Buren
- Anders Brandt
- Per Christiansen
- Anna Holte
- Eva Nabe Poulsen
- Sebastian Guldbrandsen
- Signe Ryge Petersen
- Thomas Mørk
- Cecilie Hother (00'erne, 2017-)

| Fjernsyn | Spire Denne artikel om et tv-program er en spire som bør udbygges. Du er velkommen til at hjælpe Wikipedia ved at udvide den. |